# علوی‌کلا (چالوس)
علوی‌کلا (مازندرانی: الف کلا) ، روستایی است از توابع بخش مرکزی شهرستان چالوس در استان مازندران ایران. این محله بخشی از شهر چالوس محسوب می‌شود.

## جمعیت
این روستا در دهستان کلارستاق شرقی قرار دارد و براساس سرشماری مرکز آمار ایران در سال ۱۳۸۵، جمعیت آن ۴۱۴۲ نفر (۱۰۸۹خانوار) بوده‌است. مردم علوی‌کلا از قومیت طبری هستند. مردم علوی‌کلا به زبان طبری با گویش چالوسی سخن می‌گویند.